# Liste der Naturdenkmale in Bad Boll
| Naturdenkmale | Anzahl |
| ------------- | ------ |
| FND           | 4      |
| END           | 8      |
| Gesamt        | 12     |

Die Liste der Naturdenkmale in Bad Boll nennt die verordneten Naturdenkmale (ND) der im baden-württembergischen Landkreis Göppingen liegenden Gemeinde Bad Boll. In Bad Boll gibt es insgesamt zwölf als Naturdenkmal geschützte Objekte, davon vier flächenhafte Naturdenkmale (FND) und acht Einzelgebilde-Naturdenkmale (END).
Stand: 31. Oktober 2016.

## Flächenhafte Naturdenkmale (FND)
| Name                       | Bild | Kennung     | Einzelheiten | Position | Fläche Hektar | Datum         |
| -------------------------- | ---- | ----------- | ------------ | -------- | ------------- | ------------- |
| Feuchtwiese Pfanne         | BW   | 81170120011 | Bad Boll     | ⊙        | 0,2           | 15. Dez. 1999 |
| Hohlweg Vordere Halde      | BW   | 81170120010 | Bad Boll     | ⊙        | 0,2           | 15. Dez. 1999 |
| Linden- und Kastanienallee | BW   | 81170120004 | Bad Boll     | ⊙        | 0,0           | 22. Okt. 1984 |
| Park Bad Boll              |      | 81170120003 | Bad Boll     | ⊙        | 1,9           | 22. Okt. 1984 |
| Legende für Naturdenkmal   |      |             |              |          |               |               |

## Einzelgebilde (END)
| Name                             | Bild | Kennung     | Einzelheiten | Position | Fläche Hektar | Datum         |
| -------------------------------- | ---- | ----------- | ------------ | -------- | ------------- | ------------- |
| Badhof-Linde                     | BW   | 81170120012 | Bad Boll     | ⊙        | 0,0           | 15. Dez. 1999 |
| Badwasen-Eichen (12 Stück)       | BW   | 81170120009 | Bad Boll     | ⊙        | 0,0           | 15. Dez. 1999 |
| 1 Eiche beim Freibad             | BW   | 81170120002 | Bad Boll     | ⊙        | 0,0           | 22. Okt. 1984 |
| 1 Kastienbaum „Einsamen Baum“    | BW   | 81170120008 | Bad Boll     | ⊙        | 0,0           | 22. Okt. 1984 |
| 1 Linde „Schillerlinde“          | BW   | 81170120006 | Bad Boll     | ⊙        | 0,0           | 22. Okt. 1984 |
| 1 Silberpappel südl. von Boll    |      | 81170120001 | Bad Boll     | ⊙        | 0,0           | 22. Okt. 1984 |
| 1 Stieleiche am Pliensbacher Weg | BW   | 81170120005 | Bad Boll     | ⊙        | 0,0           | 22. Okt. 1984 |
| 3 Eichen beim Schützenhaus       |      | 81170120007 | Bad Boll     | ???      | 0,0           | 22. Okt. 1984 |
| Legende für Naturdenkmal         |      |             |              |          |               |               |